# Microporidae
Microporidae zijn een familie van mosdiertjes (Bryozoa) uit de orde van de Cheilostomatida. De wetenschappelijke naam ervan is in 1848 voor het eerst geldig gepubliceerd door Gray.

## Geslachten
- Andreella Jullien, 1888
- Bryobifallax Rosso, Gerovasileiou & Di Martino, 2020
- Calpensia Jullien, 1888
- Coronellina Prenant & Bobin, 1966
- Flustrapora Moyano, 1970
- Metamicropora Arakawa, 2016
- Micropora Gray, 1848
- Microporina Levinsen, 1909
- Mollia Lamouroux, 1816
- Opaeophora Brown, 1948
- Otomicropora Gordon, 2014
- Promicroa d'Hondt & Gordon, 1999
- Rectimicropora Hayward & Winston, 2011
- Reussinella Gordon, 2009
- Rosemariella Gordon, 2014
- Scriblitopora Hayward & Winston, 2011
- Steraechmella Lagaaij, 1952